# 苏桥镇 (永福县)
苏桥镇，是中华人民共和国广西壮族自治区桂林市永福县下辖的一个乡镇级行政单位。

## 行政区划
苏桥镇下辖以下地区：
苏桥社区、树桥村、大罗村、太平村、良村、石门村、大埠村、盘洞村和黑石岭村。